# The Ghosts of Christmas
"The Ghosts of Christmas" é uma canção da banda britânica de rock Manic Street Preachers, liberada para download pela banda em dezembro de 2007.
A música foi anunciada com uma mensagem do baixista Nicky Wire, e não incluiu projeto gráfico, nem esteve entre os charts, por se tratar de um download gratuito.

## Ficha técnica
- James Dean Bradfield - vocais, guitarra
- Nicky Wire - baixo
- Sean Moore - bateria